# 墾丁國家公園
墾丁國家公園是台灣在戰後第一個成立的國家公園，成立於1982年，隸屬內政部國家公園署，下設管理處。全境位於台灣島南端的恆春半島，範圍包括屏東縣恆春鎮、滿州鄉、車城鄉部分陸域及周邊海域，以墾丁里名之。
園區範圍長寬25公里，陸域面積18,084公頃，海域面積15,206公頃，合計33,290公頃，全境氣候為熱帶季風氣候，植被及林相為熱帶季風雨林，並展示特色的石灰岩地形及珊瑚礁海蝕景觀及生態園區，而其鵝鑾鼻岬角則有–台灣最南點之景點。

## 歷史

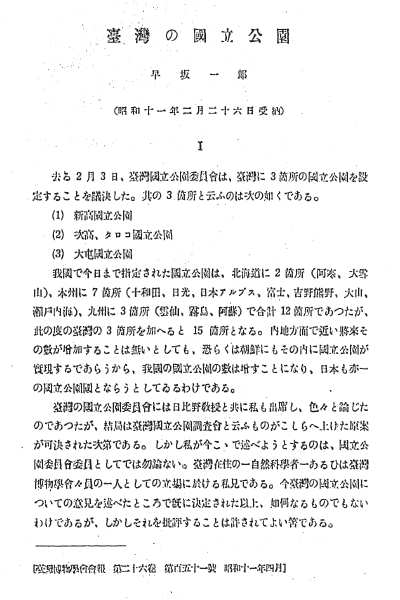
「臺灣の國立公園」，早坂一郎，臺灣博物學學報（1936年）

「墾丁」舊名「墾丁寮」，起源自清領時期光緒三年（1877年）官方設置招墾局，募得粵籍客家人壯丁在此搭寮墾荒而得名。《恆春縣志》亦記載墾丁庄為「客番雜居」（客家人與原住民雜居）的村落；另外亦有同治年間開墾之說法。該聚落舊址原在大尖石山山麓，本只是個小地名，今日一般指墾丁路夜市（仍在大尖石山下），行政上隸屬於屏東縣恆春鎮墾丁里。由於後來成為國家公園名稱，亦常泛指整個恆春半島地區。
恆春半島成立國家公園之計畫在日治時期即有學者提倡。在臺灣最早的大屯、新高阿里山、次高太魯閣三處國立公園成立之前，1936年4月臺北帝國大學地質學教授早坂一郎在其論文《臺灣の國立公園》中，認為既存的新高阿里山、次高太魯閣國立公園皆為大同小異的山岳地帶，主張應於大日本帝國唯一的熱帶地恆春半島增設國立公園，範圍為臺東與屏東一線以南全部區域、包括大武山等高山。同年2月5日《臺灣日日新報》的專欄中臺北帝國大學幾任教授亦附和之，認為大武山至恆春方面，由姥姑石形成的丘陵為「一種獨特的景觀與風致」，另外亦有四重溪溫泉與琉球嶼，成立「相當大規模的國立公園並非不可能」。
現今之墾丁國家公園於1982年9月1日公告計畫，但範圍僅恆春鎮及附近海域、不含高山。稍後1984年1月1日成立管理處，為臺灣戰後第一個國家公園。大武山附近區域則於1988年1月13日成立大武山自然保留區、琉球嶼則劃入大鵬灣國家風景區。

## 地理位置

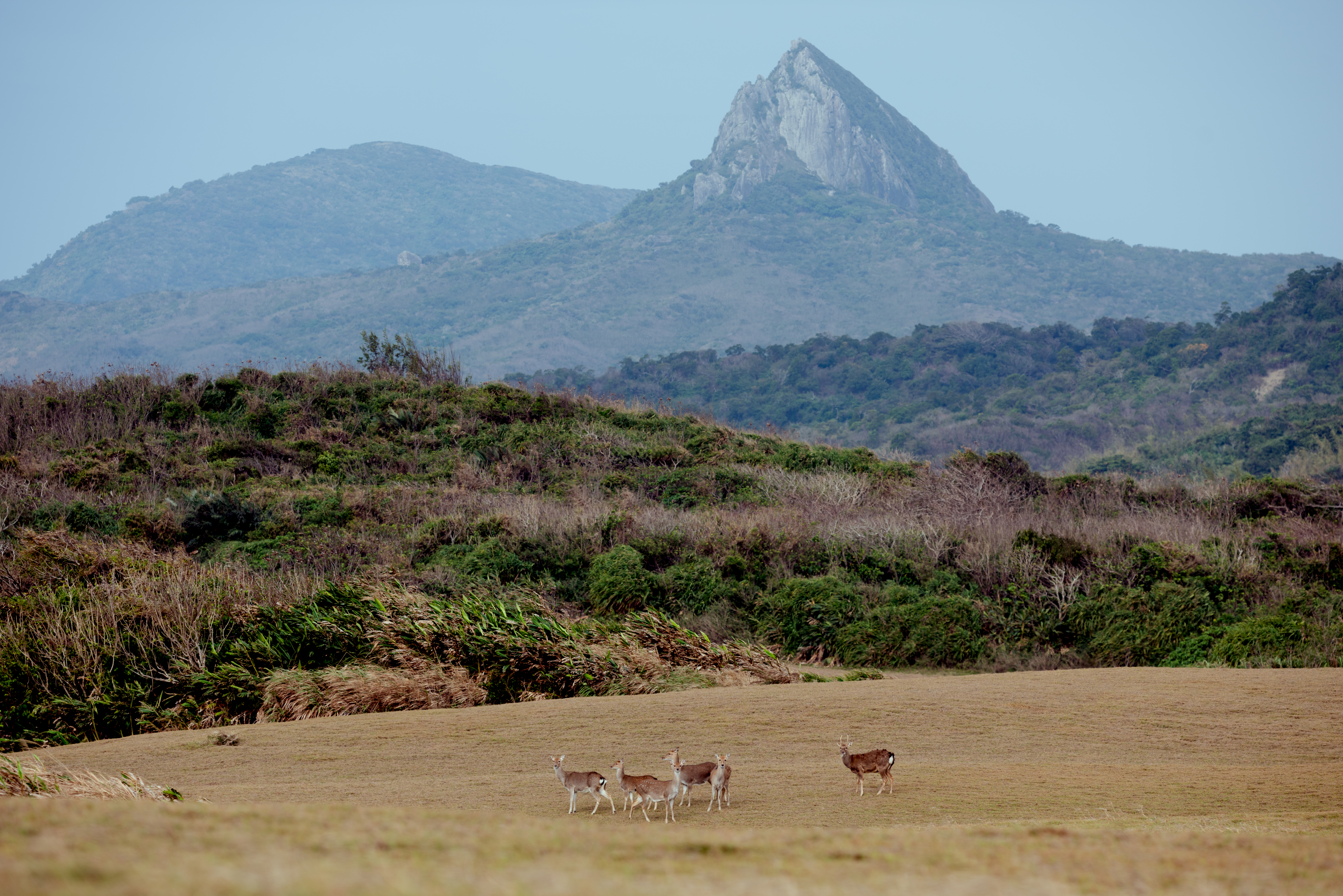
大尖山

墾丁國家公園位於臺灣本島最南端的恆春半島，三面環海，東面太平洋，西鄰台灣海峽，南瀕巴士海峽。陸地範圍西邊包括龜山向南至紅柴之台地崖與海濱地帶，南部包括龍鑾潭南面之貓鼻頭、南灣、墾丁國家森林遊樂區、鵝鑾鼻、東沿太平洋岸經佳樂水，北至南仁山區。海域範圍包括南灣海域及龜山經貓鼻頭、鵝鑾鼻北至南仁灣間，距海岸一公里內的海域。
墾丁國家公園地理上屬於熱帶氣候區，終年氣溫和暖，熱帶植物衍生，四周海域清澈，珊瑚生長繁盛。

### 气候
| 恆春（平均數據1991～2020年，極端數據1897～2021年更新中） | 恆春（平均數據1991～2020年，極端數據1897～2021年更新中） | 恆春（平均數據1991～2020年，極端數據1897～2021年更新中） | 恆春（平均數據1991～2020年，極端數據1897～2021年更新中） | 恆春（平均數據1991～2020年，極端數據1897～2021年更新中） | 恆春（平均數據1991～2020年，極端數據1897～2021年更新中） | 恆春（平均數據1991～2020年，極端數據1897～2021年更新中） | 恆春（平均數據1991～2020年，極端數據1897～2021年更新中） | 恆春（平均數據1991～2020年，極端數據1897～2021年更新中） | 恆春（平均數據1991～2020年，極端數據1897～2021年更新中） | 恆春（平均數據1991～2020年，極端數據1897～2021年更新中） | 恆春（平均數據1991～2020年，極端數據1897～2021年更新中） | 恆春（平均數據1991～2020年，極端數據1897～2021年更新中） | 恆春（平均數據1991～2020年，極端數據1897～2021年更新中） |
| 月份                                                     | 1月                                                      | 2月                                                      | 3月                                                      | 4月                                                      | 5月                                                      | 6月                                                      | 7月                                                      | 8月                                                      | 9月                                                      | 10月                                                     | 11月                                                     | 12月                                                     | 全年                                                     |
| -------------------------------------------------------- | -------------------------------------------------------- | -------------------------------------------------------- | -------------------------------------------------------- | -------------------------------------------------------- | -------------------------------------------------------- | -------------------------------------------------------- | -------------------------------------------------------- | -------------------------------------------------------- | -------------------------------------------------------- | -------------------------------------------------------- | -------------------------------------------------------- | -------------------------------------------------------- | -------------------------------------------------------- |
| 历史最高温 °C（°F）                                      | 32.2 (90.0)                                              | 32.4 (90.3)                                              | 34.2 (93.6)                                              | 35.8 (96.4)                                              | 37.1 (98.8)                                              | 36.4 (97.5)                                              | 35.6 (96.1)                                              | 35.3 (95.5)                                              | 36 (97)                                                  | 34.1 (93.4)                                              | 33.8 (92.8)                                              | 32.5 (90.5)                                              | 37.1 (98.8)                                              |
| 平均高温 °C（°F）                                        | 24.4 (75.9)                                              | 25.5 (77.9)                                              | 27.3 (81.1)                                              | 29.5 (85.1)                                              | 31.2 (88.2)                                              | 31.8 (89.2)                                              | 32.1 (89.8)                                              | 31.8 (89.2)                                              | 31.3 (88.3)                                              | 29.7 (85.5)                                              | 27.8 (82.0)                                              | 25.1 (77.2)                                              | 29 (84)                                                  |
| 日均气温 °C（°F）                                        | 21.1 (70.0)                                              | 21.7 (71.1)                                              | 23.3 (73.9)                                              | 25.4 (77.7)                                              | 27.3 (81.1)                                              | 28.4 (83.1)                                              | 28.7 (83.7)                                              | 28.3 (82.9)                                              | 27.8 (82.0)                                              | 26.5 (79.7)                                              | 24.7 (76.5)                                              | 22.2 (72.0)                                              | 25.5 (77.9)                                              |
| 平均低温 °C（°F）                                        | 18.6 (65.5)                                              | 19 (66)                                                  | 20.5 (68.9)                                              | 22.6 (72.7)                                              | 24.5 (76.1)                                              | 25.8 (78.4)                                              | 26 (79)                                                  | 25.6 (78.1)                                              | 25.1 (77.2)                                              | 24.1 (75.4)                                              | 22.5 (72.5)                                              | 20 (68)                                                  | 22.9 (73.2)                                              |
| 历史最低温 °C（°F）                                      | 8.4 (47.1)                                               | 9.8 (49.6)                                               | 10.4 (50.7)                                              | 14.7 (58.5)                                              | 17.1 (62.8)                                              | 18.6 (65.5)                                              | 19.4 (66.9)                                              | 19.5 (67.1)                                              | 18.7 (65.7)                                              | 16 (61)                                                  | 12.7 (54.9)                                              | 9.5 (49.1)                                               | 8.4 (47.1)                                               |
| 平均降雨量 mm（）                                        | 21.8 (0.86)                                              | 23.2 (0.91)                                              | 16 (0.6)                                                 | 35.2 (1.39)                                              | 146.6 (5.77)                                             | 350.7 (13.81)                                            | 391.3 (15.41)                                            | 533.4 (21.00)                                            | 320.3 (12.61)                                            | 125.3 (4.93)                                             | 58.3 (2.30)                                              | 29 (1.1)                                                 | 2,051.1 (80.69)                                          |
| 平均降雨天数（≥ 0.1 mm）                                 | 5.1                                                      | 5                                                        | 3.2                                                      | 4.3                                                      | 9.4                                                      | 15                                                       | 15.8                                                     | 17.5                                                     | 13.5                                                     | 8.6                                                      | 4.7                                                      | 4                                                        | 106.1                                                    |
| 平均相對濕度（％）                                       | 70.8                                                     | 72                                                       | 71.8                                                     | 73.4                                                     | 76.1                                                     | 81.1                                                     | 80.5                                                     | 82.2                                                     | 77.7                                                     | 71.4                                                     | 70.5                                                     | 69.2                                                     | 74.7                                                     |
| 月均日照時數                                             | 163.7                                                    | 161.3                                                    | 194.3                                                    | 189.8                                                    | 193.1                                                    | 193.2                                                    | 210.3                                                    | 182.1                                                    | 180.1                                                    | 196.3                                                    | 174.6                                                    | 157.7                                                    | 2,196.5                                                  |
| 来源：                                                   |                                                          |                                                          |                                                          |                                                          |                                                          |                                                          |                                                          |                                                          |                                                          |                                                          |                                                          |                                                          |                                                          |

### 落山風
落山風是恆春半島冬季特有的天氣現象。每年十月到翌年三月，冬季的東北季風沿著中央山脈南下，當吹到恒春半島時，因通過石門狹谷、大武山谷與滿州鄉山脈谷地，風力突然增強，加上半島地勢陡降，面海廣闊，強風形成直撲之勢，當地居民稱之為「落山風」。在落山風的季節裡砂塵蔽天，有若颱風，常會影響車輛的行駛。早期當地的房屋窗戶也多採用窄小低矮的設計，居民也會戴上帽子或方巾防止風沙，形成當地特殊的景觀。

### 風吹沙

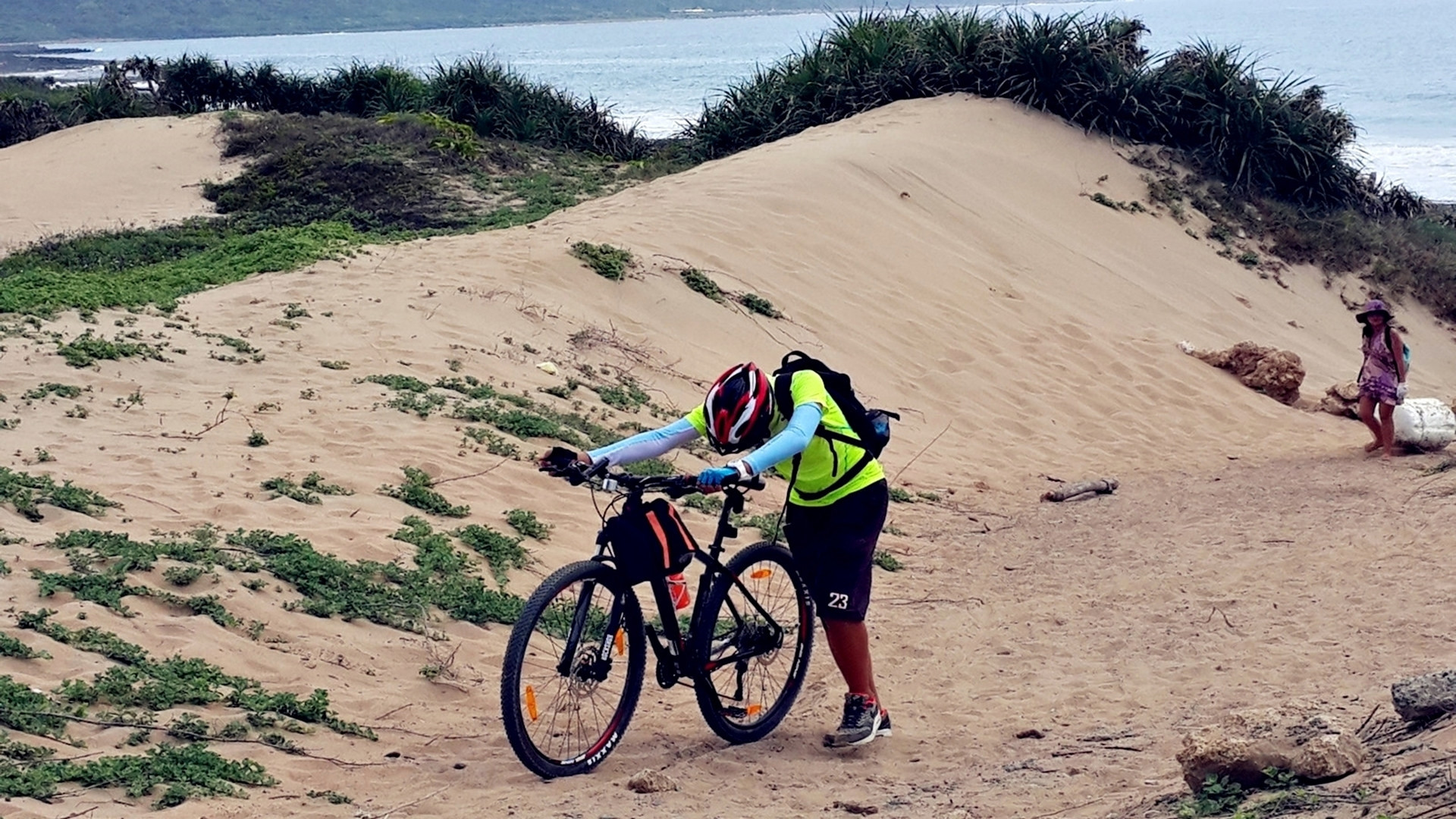
風吹沙

風吹沙是風成地形。每年九月至次年四月，沙粒受到冬季東北季風的吹拂，被風向西南方陸地搬運；而被河川及沿岸的潮流攜帶出來的沙粒，則向東北的海灘搬運。如此日積月累進行風蝕和風積作用，山谷裡的沙子被風和水來回的搬運，形成了「沙丘」與「沙瀑」的特殊景觀。但後來因為當地政府修築了一條馬路並在馬路後方種植一大片的木麻黃防風林，此項不當的道路阻隔與防風林設計，使得墾丁的風吹沙成為絕響。

## 生態

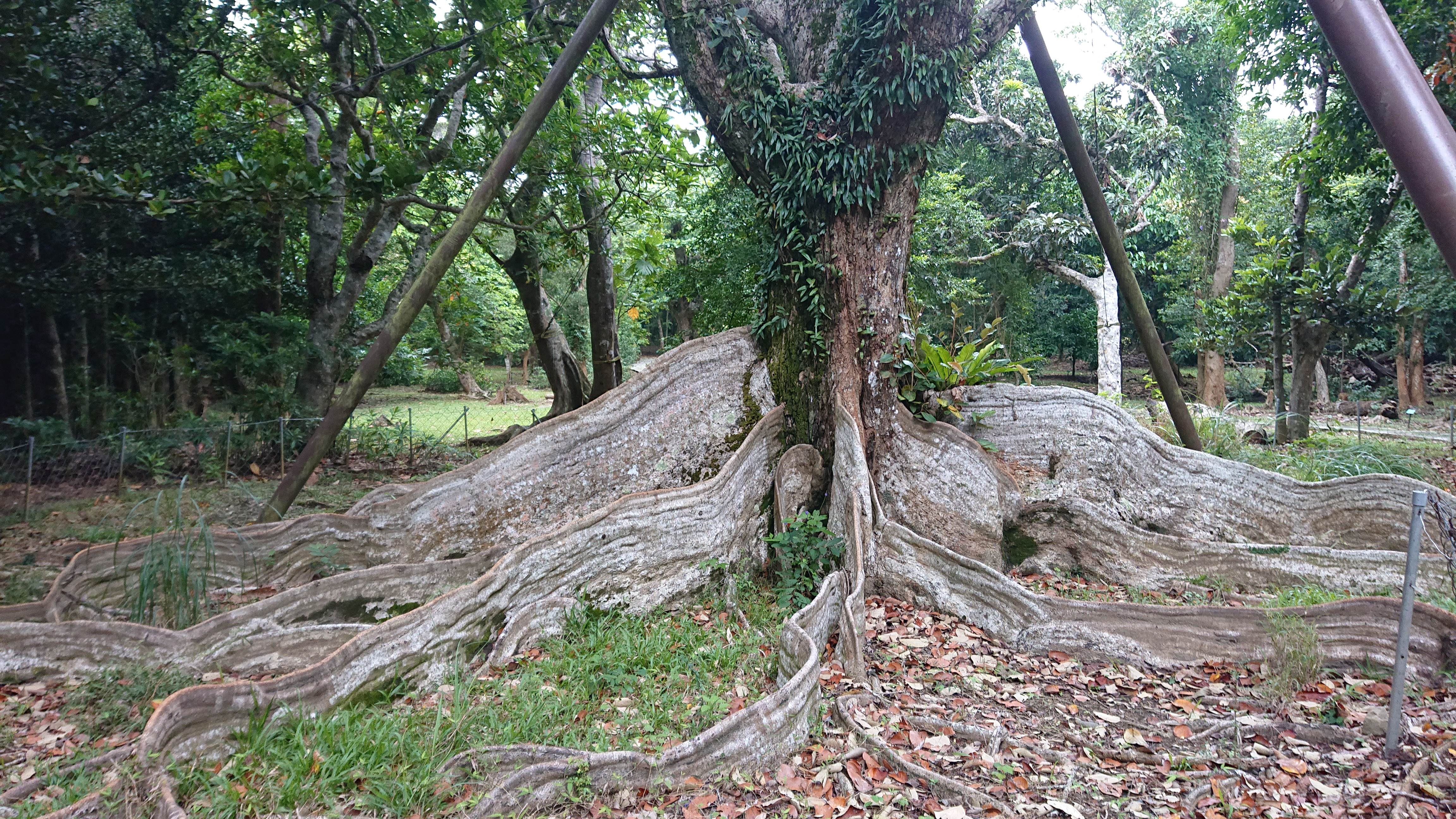
墾丁熱帶林相中著名的銀葉板根，墾丁為全台本島唯一擁有熱帶林相的地區

墾丁位處於熱帶，區內動植物種類豐富。至2014年，根據統計動物達5,164種，植物也有1,921種。

### 植被
恆春半島的特有植物十分繁複。包括：瓜葉馬兜鈴、臺灣紅豆樹、鵝鑾鼻大戟、恆春鐵莧、南仁五月茶、恆春金線蓮、恆春石斑木等等近110種。

### 海洋生態
在恆春半島曾見的鯨豚類有大翅鯨 、抹香鯨、吉氏海豚及黑身瓶鼻海豚。每年12月至翌年3月，在恆春西海岸之海口附近可見鯨類，而冬季時恆春半島各處沿海均可看到成群海豚。

### 候鳥
由於墾丁位於台灣本島最南端，過境此區的候鳥種類眾多，其中最著名的有秋冬之際南下避寒的伯勞與灰面鷲，灰面鷲到達墾丁的時間常於十月十日前後，故又稱「國慶鳥」。
此外，墾丁北區的龍鑾潭也是境內水鳥聚集的地點，包括雁鴨與鷸鴴科鳥類均可發現。國家公園在此處設立龍鑾潭自然中心，擁有賞鳥的專業設施。

## 觀光景點

### 鵝鑾鼻燈塔

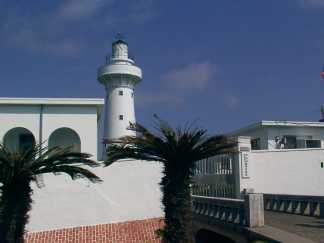
鵝鑾鼻燈塔

鵝鑾鼻燈塔是臺灣最南端的燈塔。在十九世紀中期，各國船隻途經鵝鑾鼻近海，常在外海七星嶼附近觸礁翻覆。清廷於美國與日本等國之要求與外交壓力下，在1883年完成鵝鑾鼻燈塔。當時是世界上唯一的武裝燈塔。在中日甲午戰爭後，清軍撤離時把燈塔炸毀。燈塔於1898年重建。二次大戰時被美軍炸燬，戰後依原建築修復迄今。塔身全白，為圓柱形，為白鐵製，塔高24.1公尺，塔頂換裝新式大型四等旋轉透鏡電燈，經過大型旋轉透鏡後，光力為1,800,000支燭光，每十秒一閃，照射距離達二十七點二浬，是目前臺灣光力最強的燈塔，被稱為「東亞之光」。

### 南灣

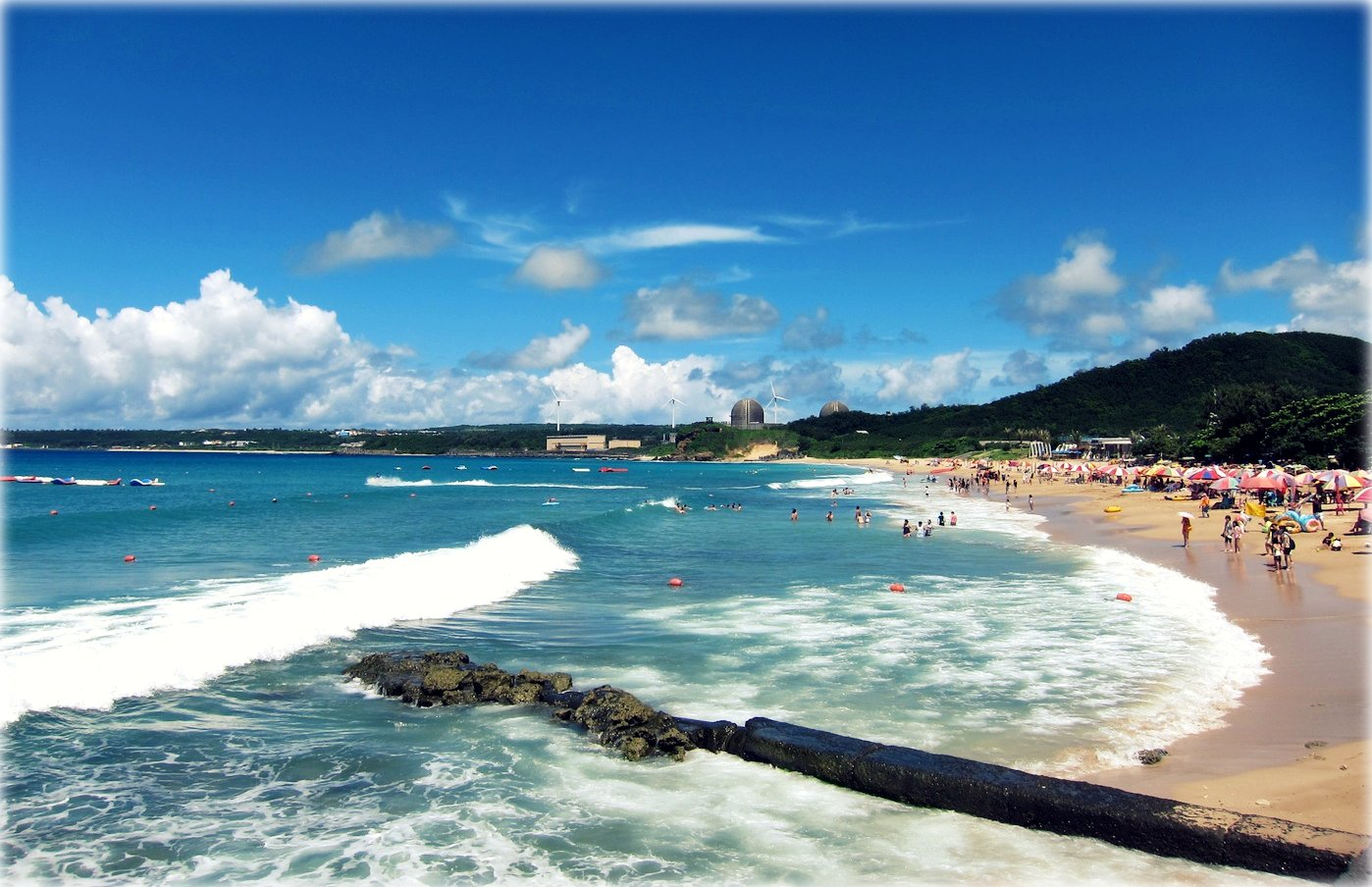
南灣

南灣是墾丁最負盛名的海灘之一，舊稱大坂埒。因海水湛藍，又稱做藍灣。此地沙灘長約600公尺，弧線美，沙質潔靜，在沙灘上經常有許多人進行游泳、日光浴、戲水等活動。本區漁產量豐富，時可見漁民使用地曳網（俗稱牽罟）作業的情形，每年4-7月虱目魚苗季可見到使用手抄網、塑膠筏捕捉魚苗，蔚為奇觀。近因觀光人潮眾多，已不復見。
在1991年12月此地被國家公園闢建為遊憩區，配置有男女更衣室、洗手間、泳具租售處、能源展示區、簡速餐廳、停車場等設施。海面上常見水上摩托車等水上遊憩活動，但屬非法，時有意外。

### 墾丁國家森林遊樂區

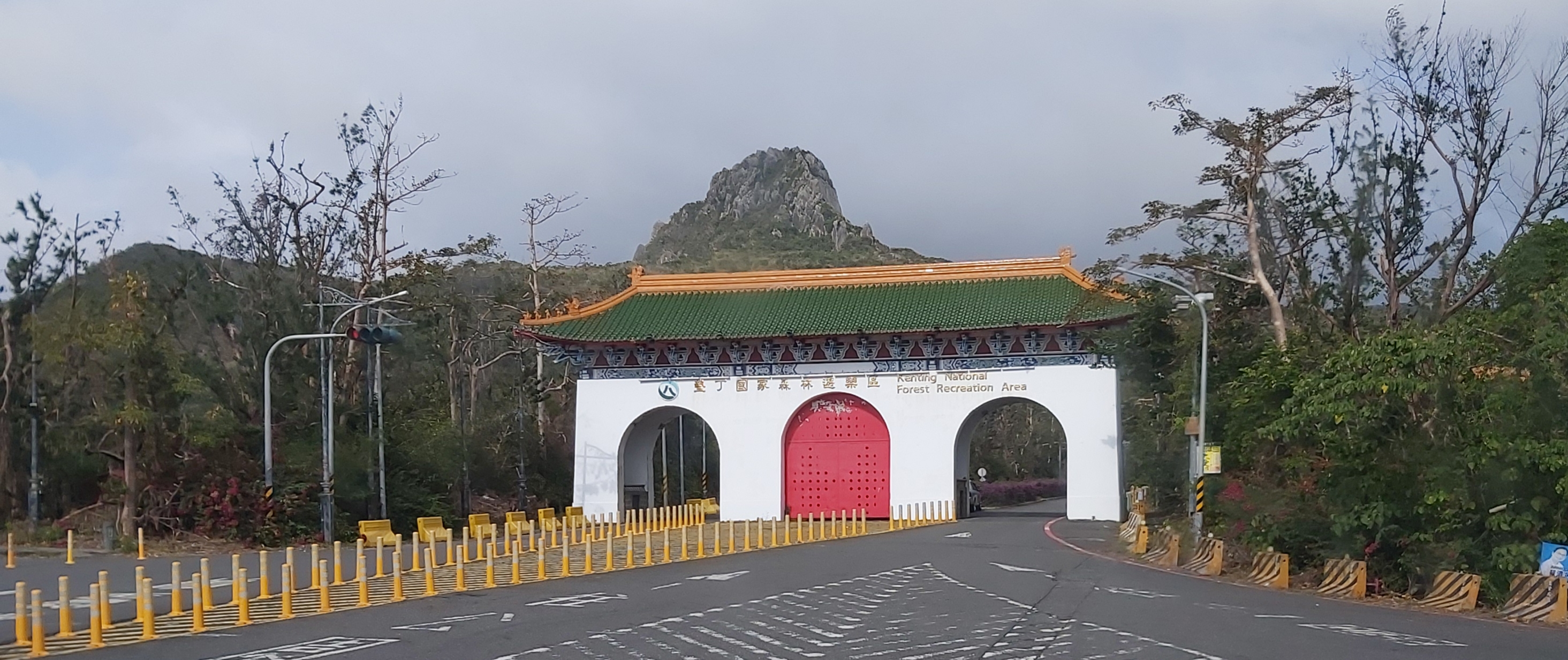
墾丁國家森林遊樂區牌樓

墾丁國家森林遊樂區舊稱「龜仔甪」，原是瑯嶠十八社下轄的龜仔甪社（今社頂部落）所在地。日治時期引進熱帶植物計513種，戰後由省林業試驗所恆春分所經營，稱為「墾丁熱帶植物園」。1968年成立「墾丁森林遊樂區」，後改名「墾丁國家森林遊樂區」。墾丁國家森林遊樂區海拔約230-300公尺，面積共435公頃，占墾丁國家公園陸地總面積2.5%，目前已開發76公頃。
全區遍佈隆起珊瑚礁岩；植物共有1,200多種，分為椰子、油脂、橡膠、藥用、熱帶果樹等區，共有17處遊覽據點，其中以銀葉板根、仙洞、觀海樓、垂榕谷等較為出名。在仙洞、銀龍洞等天然石灰岩洞內，有各種石鐘乳及石筍，都是地下水中所溶蝕的碳酸鈣成份凝聚形成，成長緩慢，十分珍貴。

### 南仁湖

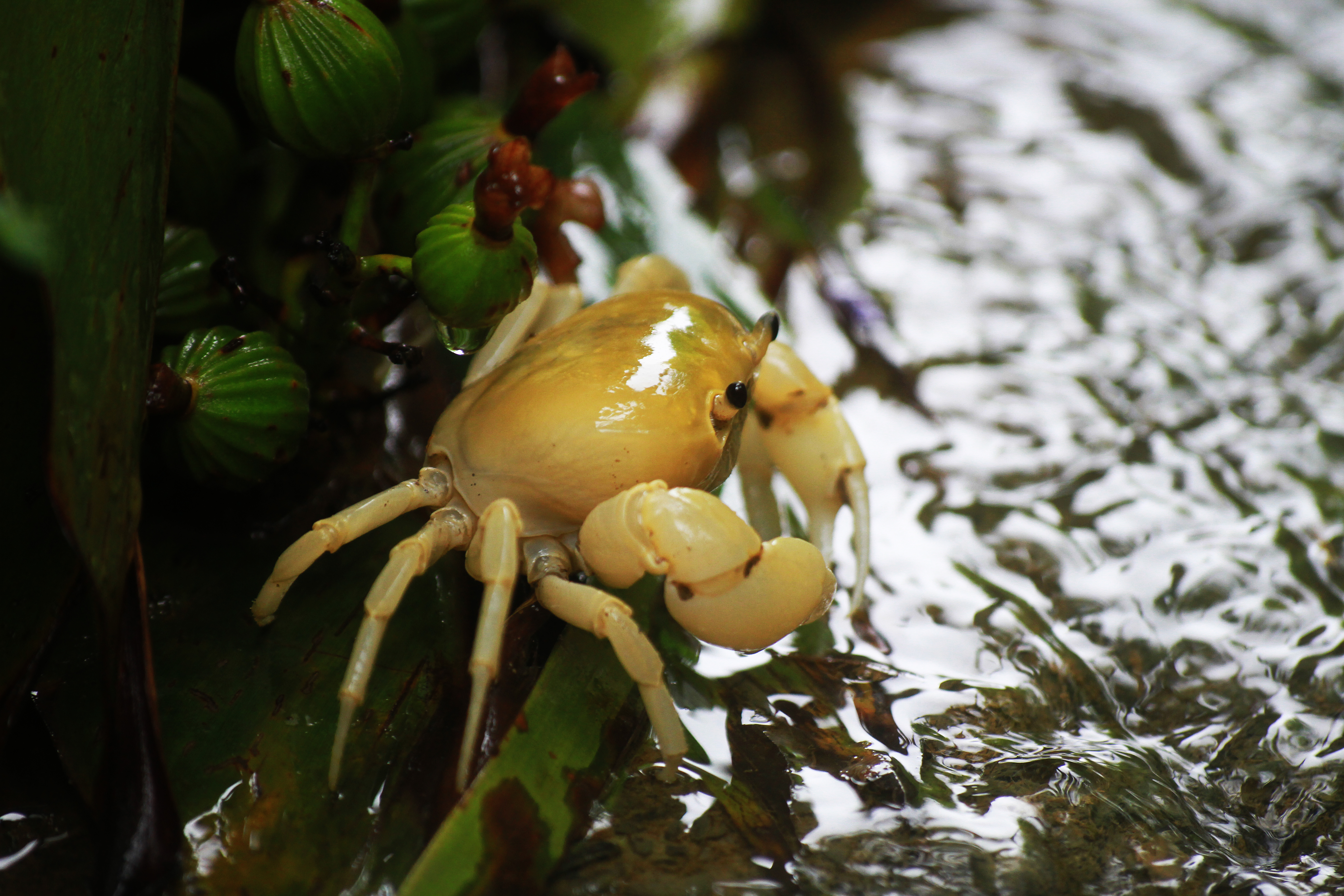
南仁湖旁的黃灰澤蟹

「南仁山生態保護區」位於國家公園東側的滿州鄉南仁村，保護區海拔最高不過526公尺，卻是臺灣島少數僅存的低海拔原始熱帶季風林，同時形成熱帶、亞熱帶與溫帶植物分布於南仁山區，受恆春半島特殊季風及雨量季節性分佈的影響，共有2200餘種植物。如「大頭茶」潔白似茶花，是東北季風盛行的迎風陡坡的常見植物。
南仁湖位於天然山谷中，僅一條步道能前往，單程4.3公里。沿途生態樣貌豐富，常可見「青斑蝶」、「黃蝶」的蹤影。南仁湖原本是水稻田，由於稻田東邊出水口被堵塞，水量累積逐日增多，形成寬廣湖泊，在這一片廣大水域之前有處小水潭，才是真正的「南仁古湖」，但由於湖水面積小容易被忽略。湖旁可見的「黃灰澤蟹」，是台灣特有種的淡水蟹，屬於陸蟹的一種，也是唯一不須到海邊進行繁殖的蟹種。
目前南仁山為生態保護區，僅供學術研究，禁止遊客進入。事先必須向墾丁國家公園管理處提出申請，前往南仁湖也必須先於墾丁國家公園遊客中心做行前教育，而每年有兩個月的封山期間亦不受理申請進入。

### 社頂自然公園

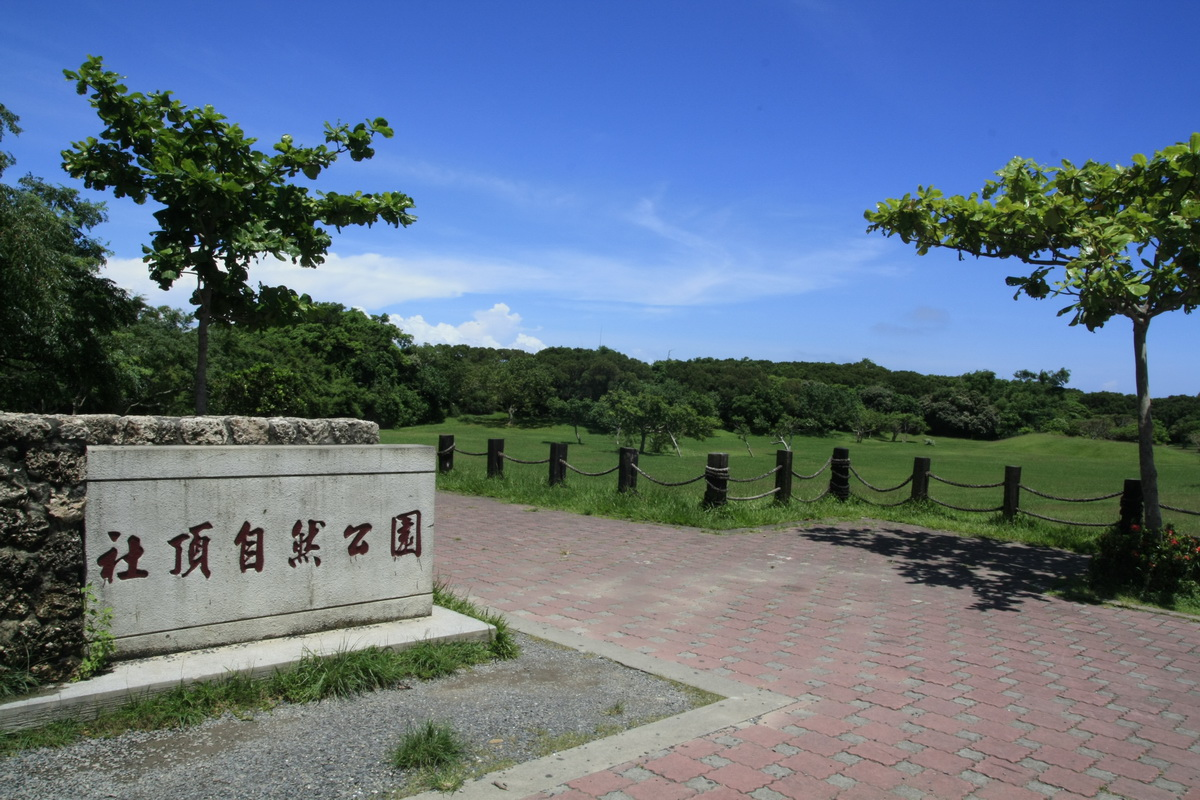
社頂自然公園

社頂自然公園位於墾丁國家森林遊樂區旁，面積128.7公頃，其取自當地的地名「社頂」，是墾丁國家公園中較晚開放的景點，以珊瑚礁植物及開闊的視野為主要特色，長在礁石上的樹木受到東北季風的吹襲，雕塑出自然盆景狀的藝術傑作。園內並有豐富的動植物、石灰岩洞、以及珊瑚礁岩裂縫造成的「一線天」景觀。植物有329種以上，原生馬兜鈴科、芸香科、蘿科等蝴蝶食草植物大量分布，公園內有近50種蝴蝶，是觀賞及研究蝴蝶的理想地區。

### 龍磐公園

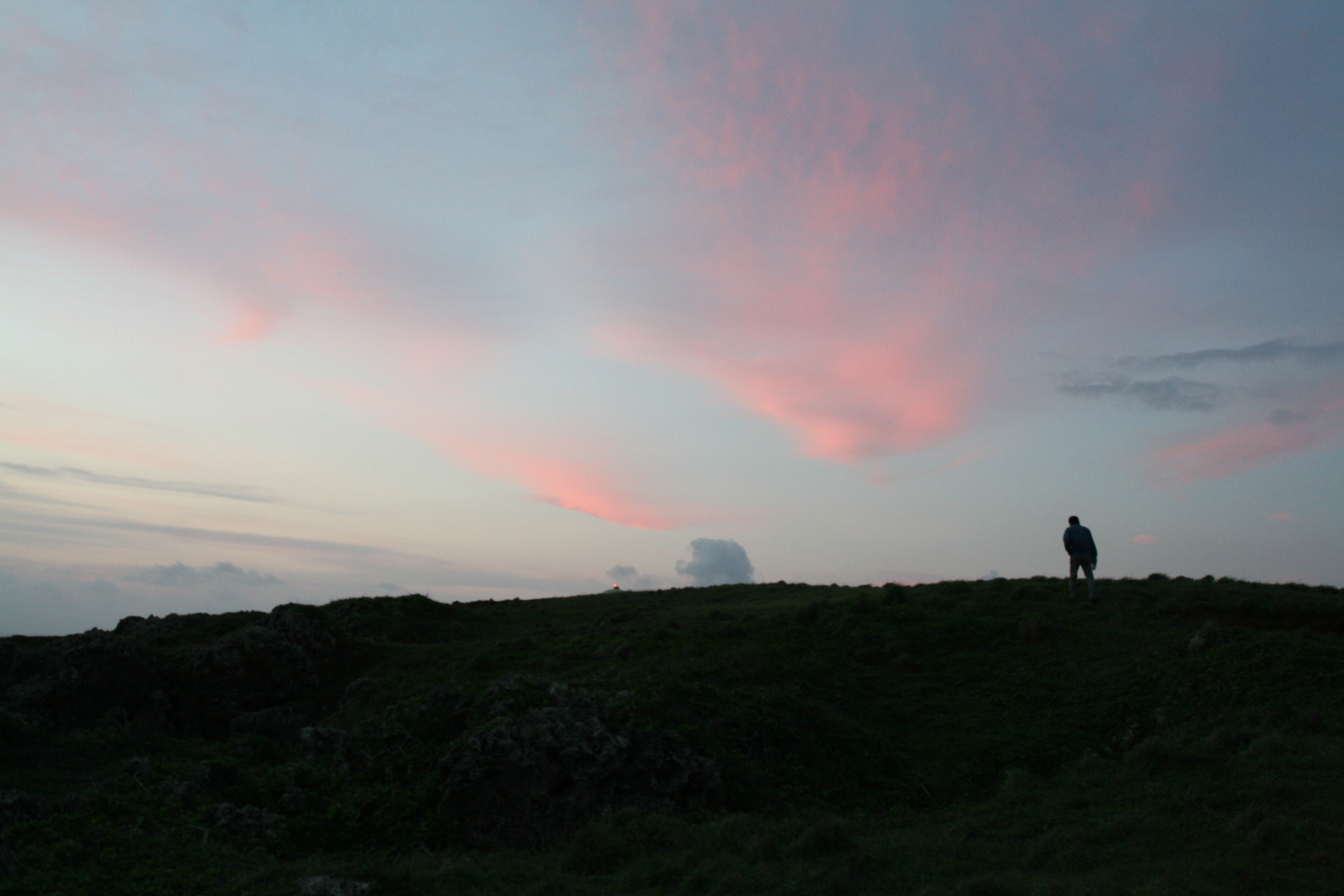
日出時的墾丁龍磐公園

龍磐公園位於在鵝鑾鼻與風吹沙之間。此區域是屬於上升的石灰岩台地，由於石灰岩容易被水溶蝕，因此區內有石灰岩洞、滲穴、崩崖、紅土等地形景觀。公園內有大草原，可從陡峭的崩崖遠眺曲折有緻的海岸。此區光害較少，適合觀賞日出以及夜晚的星空。

### 龍坑自然生態保護區
龍坑位於恆春半島東南端岬角，介於太平洋與巴士海峽交界處，該地區為綿延之群狀珊瑚礁，為隆起之高位珊瑚礁，面積計61.67公頃。由於重力及海浪之衝擊，台地崖之珊瑚石灰岩逐步破裂，向下崩落，因此龍坑綜合了裙礁、崩崖、狹谷、陷坑等絕佳之地形景觀。
龍坑生態特殊，海岸植物繁複，有許多特殊少見的濱海植物。例如「濱斑鳩菊」，全台灣除了蘭嶼之外就只能在龍坑這裡看得到；而花瓣只有一半的「草海桐」，有刺的「飛龍掌血」，以及遠從大溪地飄洋過來的「檄樹」都是龍坑特有的濱海植物。可惜的是在2001年因為阿瑪斯號貨輪油污事件，整個珊瑚礁被原油污染，雖然目前大部份清除，但是已將整個龍坑生態完全破壞，散落在海床上的貨輪殘骸，至今仍使得珊瑚無法順利復育。

### 大尖山
正式名稱為「大石尖」為墾丁地標之一，海拔318公尺，為一整塊岩石凸起於草原上，為墾丁半島區最高點。上山須由墾丁國家森林遊樂區牌樓門口進入，穿越墾丁牧場，沿棱線設有登山索可供攀爬。山頂可俯瞰恆春半島全境，景觀優美，上山下山全程約需3-4小時。但是國家公園法第13條第8款對於國家公園區內之大尖山、青蛙石、船帆石已公告禁止攀爬。

### 龍鑾潭
龍鑾潭位於國家公園西側，恆春往貓鼻頭的途中，佔地137公頃，原本是低窪地勢，往年每逢雨季便積水成澤。日治時代雖曾計畫建為水庫，但終未實現，戰後於1948年籌撥專款，將龍鑾潭建為水庫，為恆春半島重要的水利設施。潭水經附近溪流相匯由人工洩水口北流，經四溝、頭溝而注入保力溪，由射寮出海，目前僅供農田灌溉渠道。每到秋冬之際更成為候鳥群集過冬的地方，是絕佳的賞鳥景點。
龍鑾潭旁設有一自然中心，透過玻璃牆面可以欣賞到整個潭面，中心內的觀察站提供多部望遠鏡和2套播放監視系統，並有4處鳥類展示區，是設備完善的鳥類觀察站。龍鑾潭自然中心同時也是稀有植物人工復育區的所在，以生態園方式進行人工培育原生樹種。生態園區面積約1.5公頃，共分為稀有植物區、誘鳥植物區、誘蝶植物區、草原灌叢植物區、賞花觀果植物區、山地植物區、海岸林植物區、珊瑚礁植物區、綠籬植物區等九區。區內生物資源豐富，植物物種歧異度高，是生態保育與生物族群的自然棲所。

### 貓鼻頭

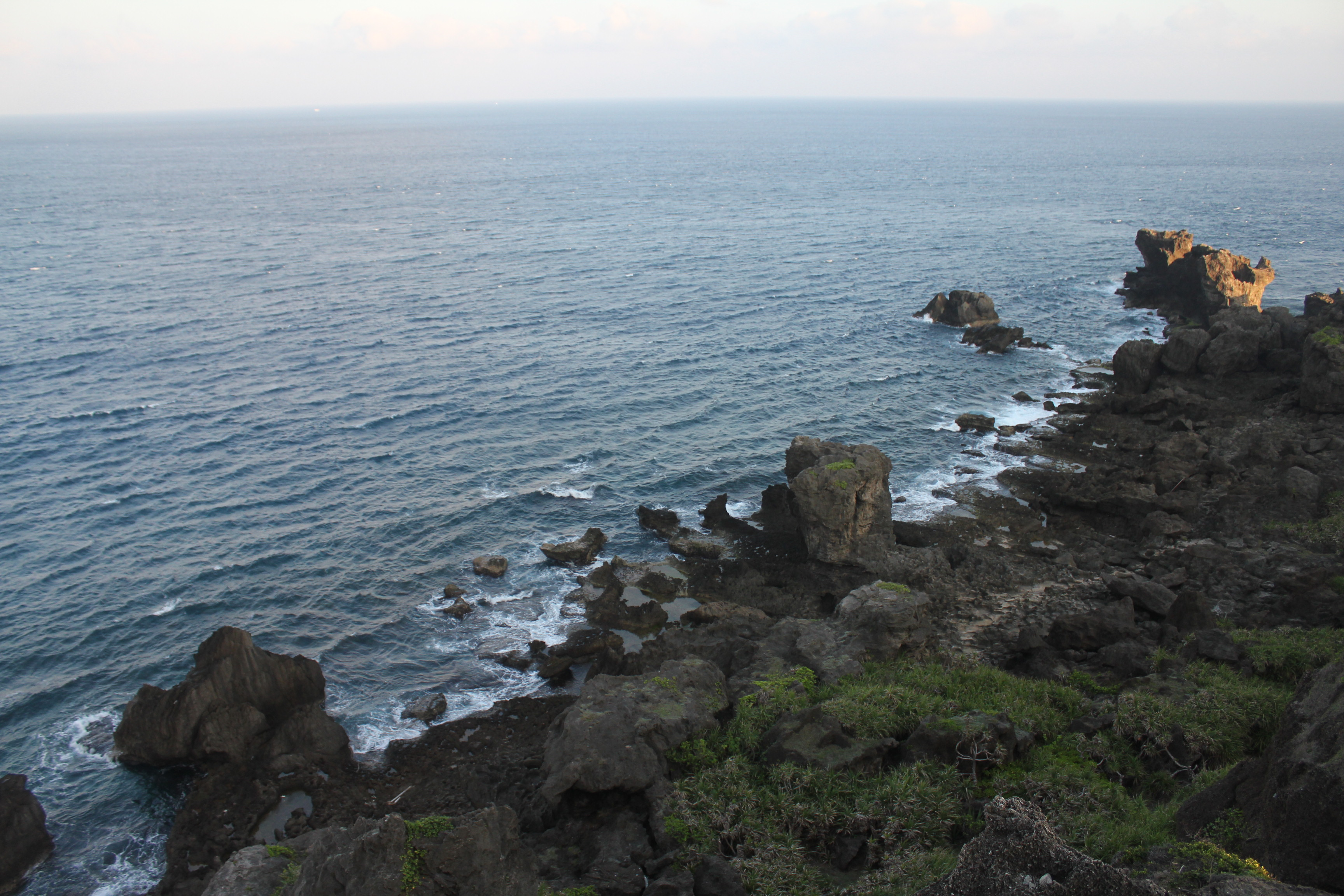
貓鼻頭的海岸，照片中右側岩石形同一隻貓。

清代多記載臺灣最南點為「沙馬磯」或「沙馬磯頭」，例如黃叔璥的《臺海使槎錄》載：「南路界盡沙馬磯頭，相傳地脈直接呂宋。」，一說認為指的就是貓鼻頭附近的「沙尾堀」的音轉，但亦有認為是鵝鑾鼻，未有定見論；貓鼻頭為臺灣海峽與巴士海峽的分界點，並與鵝鑾鼻形成台灣最南的兩端。貓鼻頭有一從海崖上斷落之珊瑚礁岩，其外型狀若蹲仆之貓，因而得名。
貓鼻頭為典型的珊瑚礁海岸侵蝕地形，珊瑚礁因造山運動隆出海面，受到長時間的波浪侵蝕、反覆乾溼、長期鹽粒結晶、沙礫鑽蝕、及溶蝕等作用，產生了崩崖、壺穴、礁柱、層間洞穴等奇特景觀，海岸線鳥瞰似百褶裙，故有裙礁海岸之稱。

### 白沙灣
白沙灣位於恆春半島西岸、貓鼻頭西北方的海岸線上，又稱「白砂」。白沙灣一帶屬珊瑚礁海岸，原是一個小漁港，稱為白沙港。這一帶得天獨厚，擁有一段長達百公尺的沙灘，沙灘由純白的貝殼砂所組成，白沙灣因為少年pi的奇幻漂流而爆紅，在此處戲水時需小心此地有三處有強勁的暗流，須特別的留意，避免發生危險。
由於白沙灣人潮較少，近年來越來越多旅客比起南灣更喜歡白沙灣。

### 關山

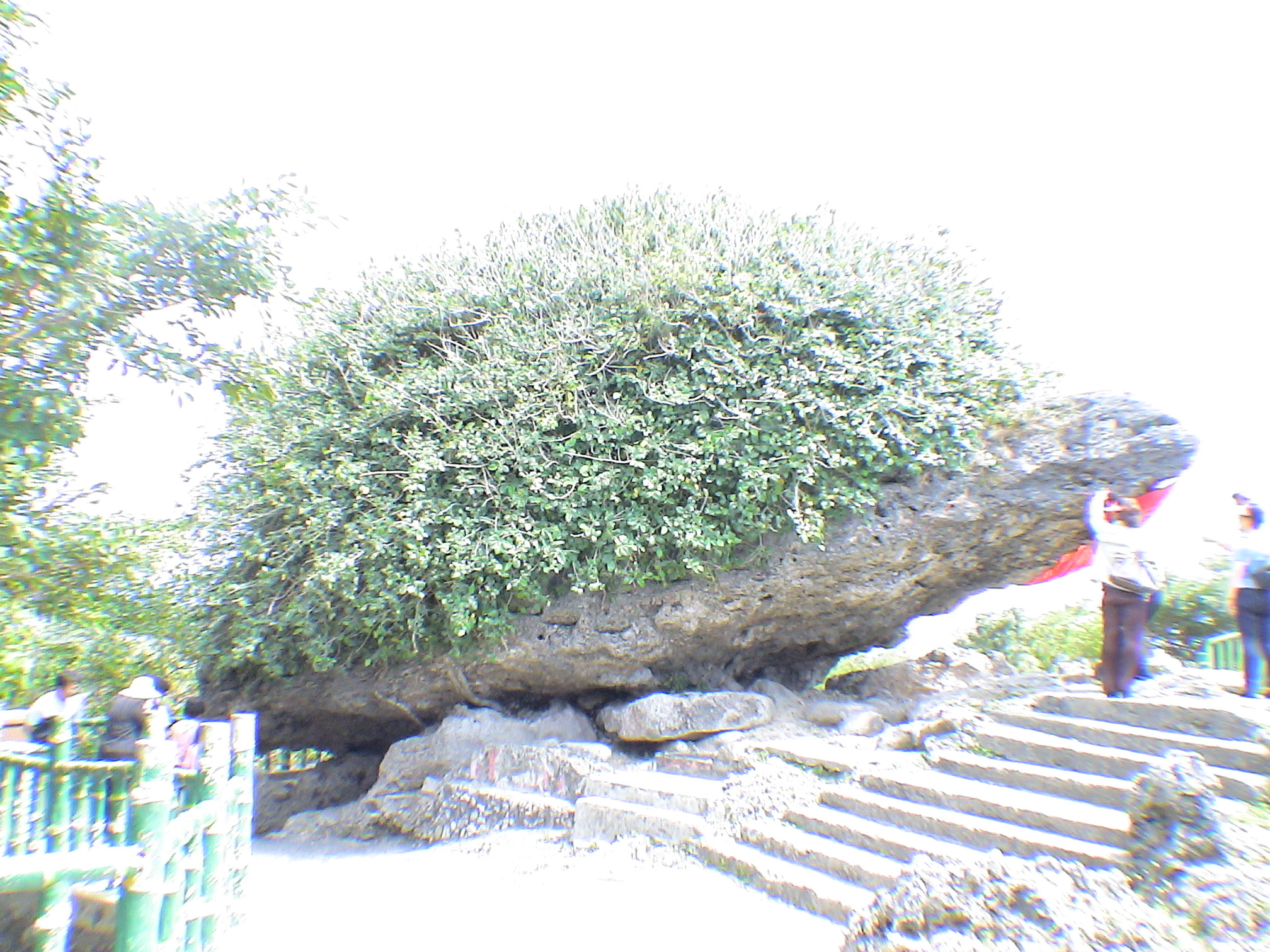
飛來石

又名高山巖，位於恆春西南方，海拔152公尺，但由於地勢高於半島地區，視野良好，向西望去即為台灣海峽，「關山夕照」為墾丁著名的景點之一。關山山頂上視野廣闊，北方可見到大平頂傾斜台地及沿途漁村的風光。東方可眺望龍鑾潭及南灣與鵝鑾鼻之間的景色，也是墾丁國家公園極佳眺望及觀賞夕陽落下的地點。關山全區為隆起珊瑚礁組成，依據碳同位素定年的結果，這些珊瑚礁岩層上升的速率每年大約5公厘，也就是說在三萬年前關山還是在海面下。關山山頂上有一座依珊瑚礁建造的廟宇，為台灣其他地區所罕見，因為主神是福德正神，故稱福德宮。宮外有一巨石，民間相傳是五百年前天外飛來的，故稱「飛來石」，又因為型似烏龜，被稱為「靈龜石」。從其組成及四周地形可知為隆起珊瑚礁經差異侵蝕而遺留，常為遊客攝影的好題材。

### 船帆石

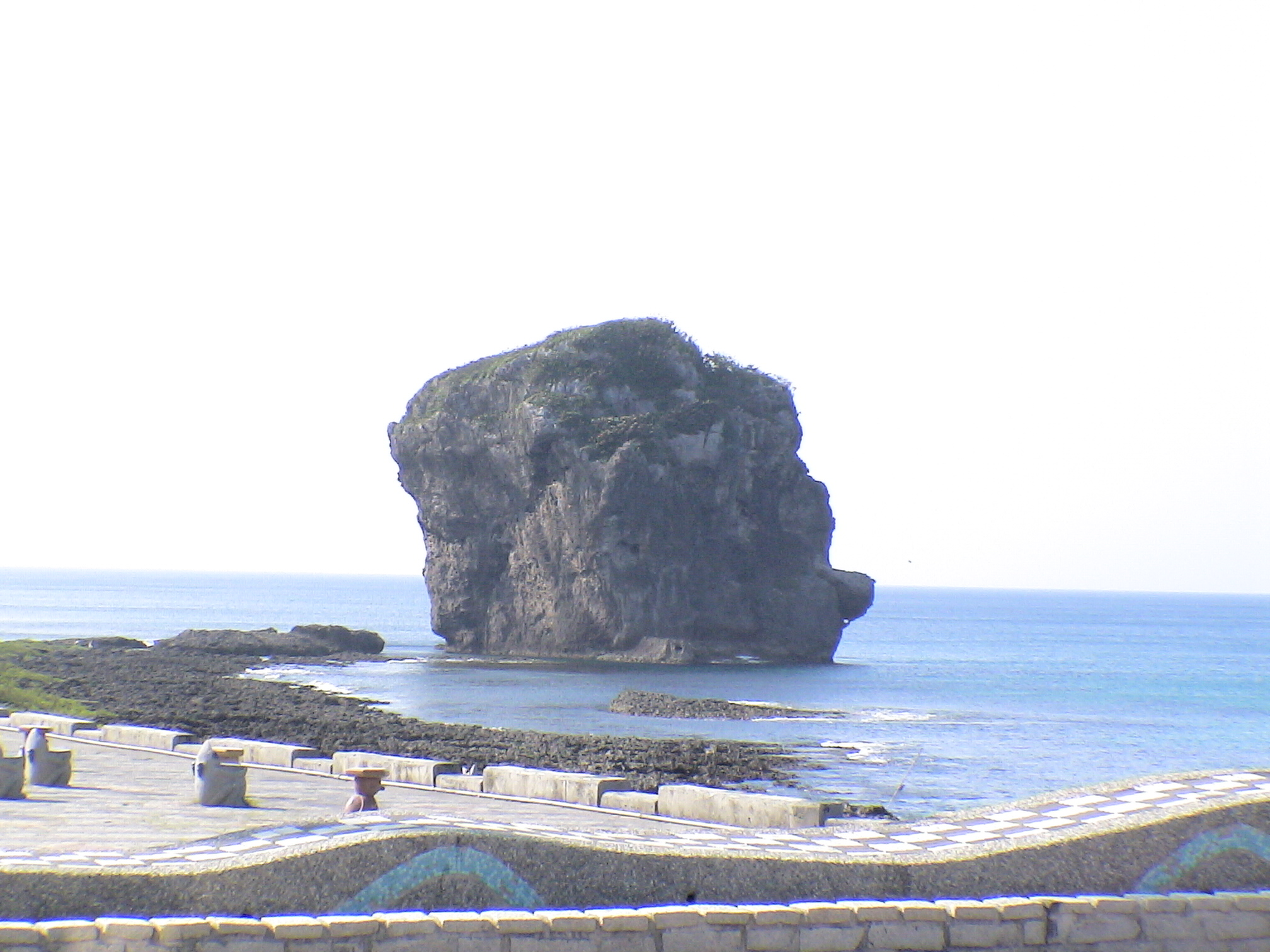
船帆石

又稱「帆船石」，由墾丁往鵝鑾鼻方向，沿途可看到有一狀似帆船的珊瑚礁岩矗立於海中，看起來像是即將啟航的帆船，因而被稱為船帆石。由於從某一角度觀看像美國前總統尼克森的頭像，該石亦俗稱尼克森頭。
船帆石頂海拔26.4公尺，滿潮時則高約18公尺，是因為附近台地上方滾落至海邊的舊珊瑚礁石，因其岩質較附近之初期隆起珊瑚礁岩堅硬，因此在其他珊瑚礁被侵蝕後顯露出來，矗立在海上，由台地上方可見到其它巨大的珊瑚礁岩可為証明。除了船帆石景觀外，近來該地也成為賞鳥與浮潛的熱門地點，附近開設了不少潛水相關的商店與民宿。

### 瓊麻展示館
位於龍鑾潭南岸，佔地18公頃，館內有日治時期"台灣纖維株式會社"所留下的宿舍、神社拱門等遺跡，並有瓊麻製造廠房、曬麻場與加工機器等。

### 墾丁青年活動中心

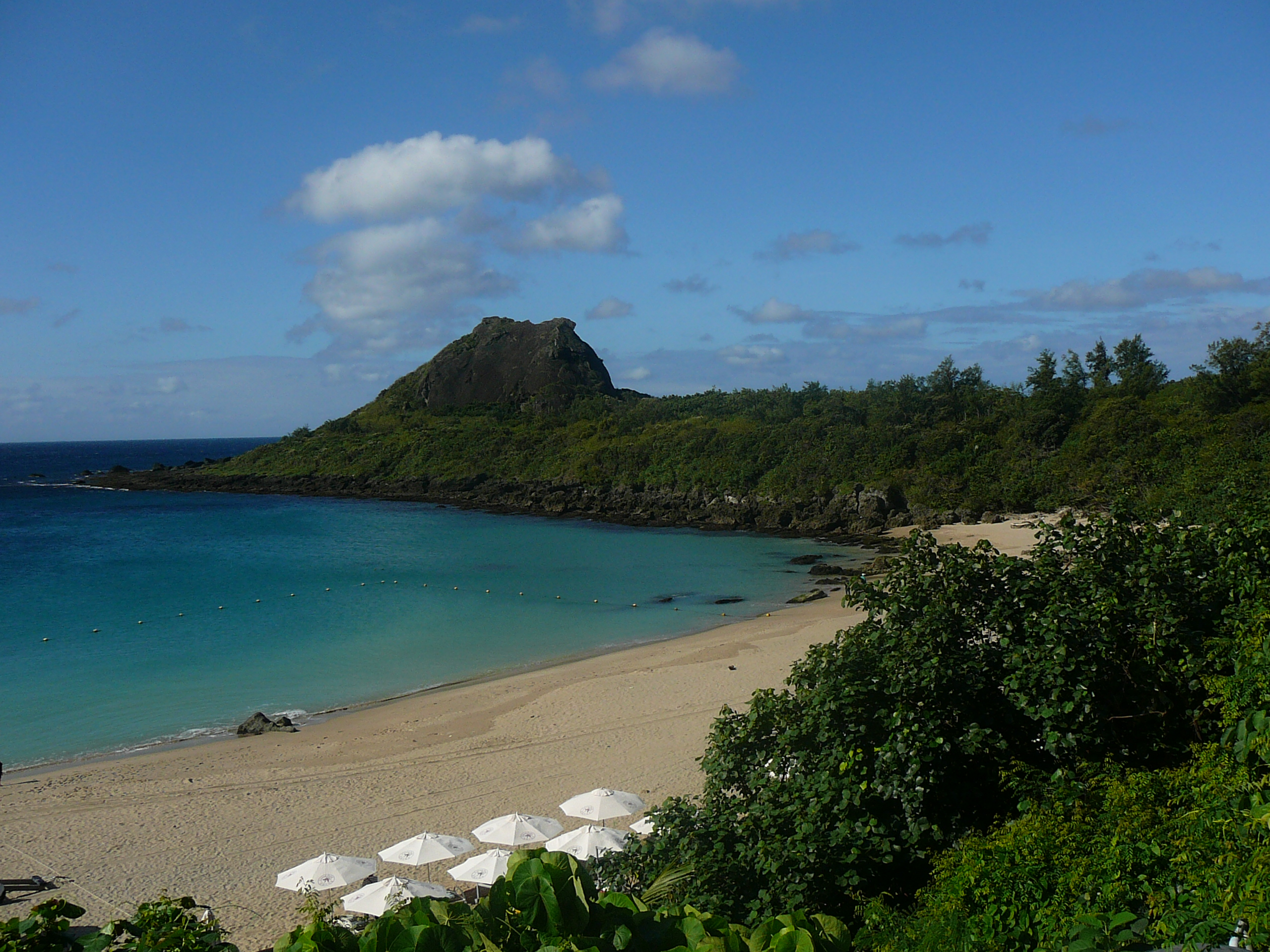
青蛙石

墾丁青年活動中心屬於救國團經營之住宿與會議設施。全區房舍採用閩南式建築，共有17棟各具代表性的三合院、三落院、四合院等閩南式傳統建築，每棟房舍分別以台灣最常見的堂號命名，有「閩南式建築住宅博物館」之稱。面積24公頃，三面臨海，視野十分遼闊。勵志書院活動中心係請名建築師漢寶德設計。另有仿古書院菁莪堂與勵志書院可供開會研習活動使用。各建築物外觀十分古樸，內部則是現代化的西式裝潢與設備。

### 佳樂水

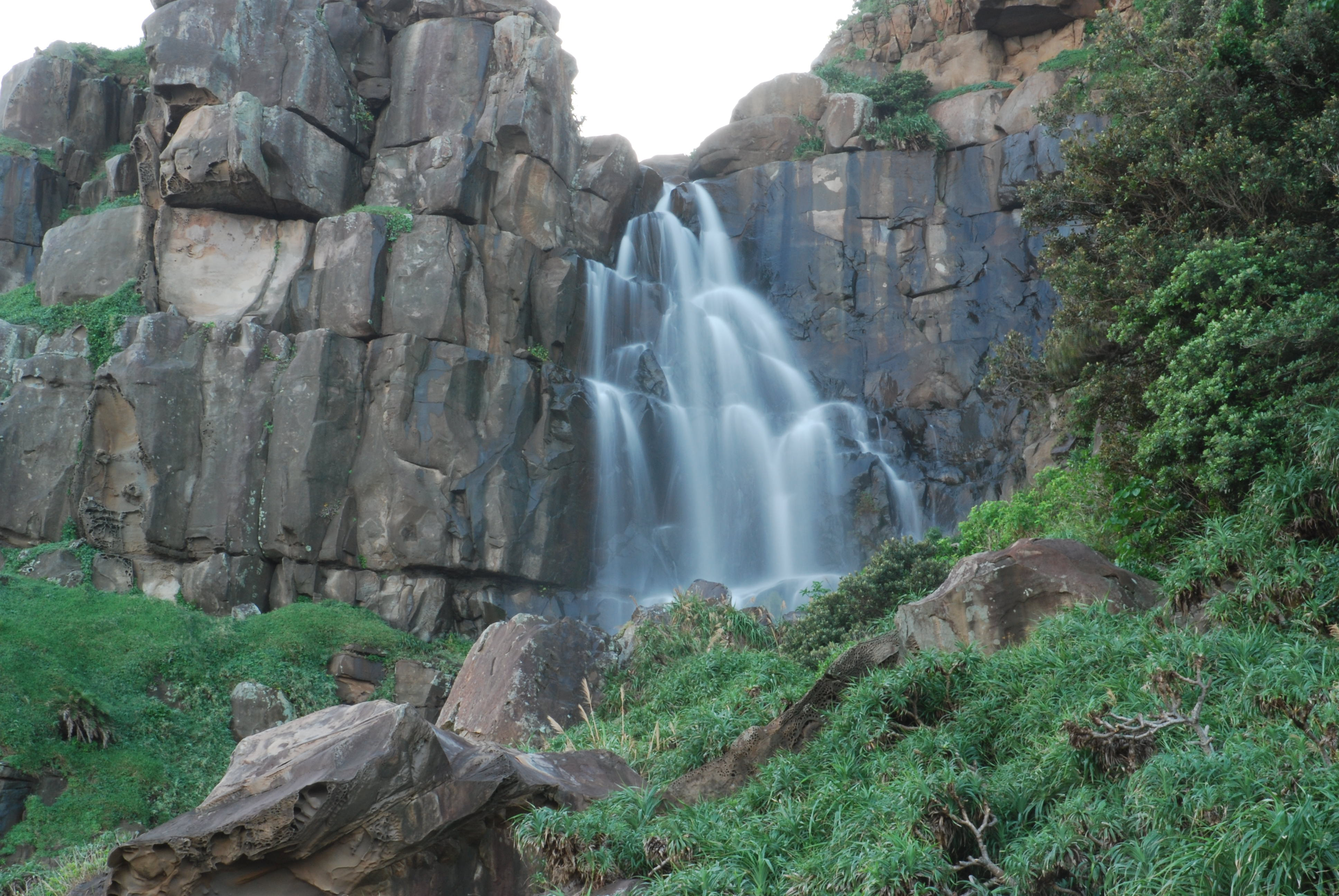
佳樂水

佳樂水位於墾丁東海岸，原稱「高落水」、「佳落水」，是指該處有一瀑布。1975年蔣經國蒞臨巡視，將該瀑布取名為「山海瀑」，並將該處更名為「佳樂水」，取其安和樂利之意。本區的珊瑚礁和砂岩經過海浪侵蝕，產生各種形狀的蜂窩岩。山海瀑布，是由三條溪流匯流而成，直接由海崖直落大海，堪稱奇景，瀑布源頭有一片草原，植物景觀豐富。但近來滿州鄉公所為了經營接駁車而拓寬便道，將海邊蜂窩岩打壞舖上高壓地磚，不但與海岸景觀格格不入，更將拓寬便道所開挖的石塊棄置於海蝕平台上，此一作法被批評為任意破壞公園之自然環境。

### 後壁湖港
後壁湖港設於民國61年間；為恆春半島上最具規模的漁港；其後又在民國80年設立觀光碼頭，碼頭內有玻璃船、遊艇等等設施，吸引許多觀光客前來遊玩；在後壁湖港亦有船班開往蘭嶼。

## 活動

### 墾丁大街

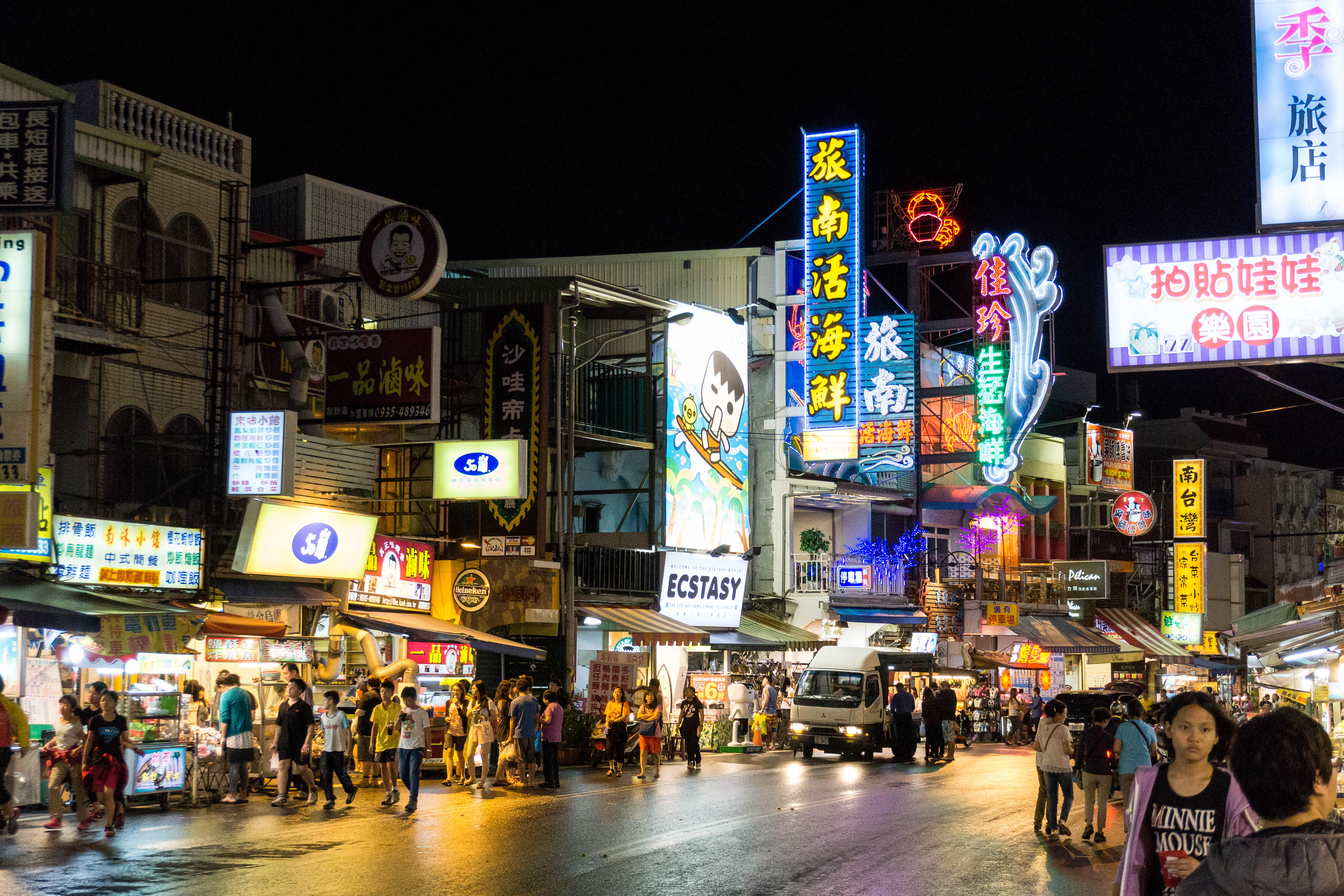
墾丁大街

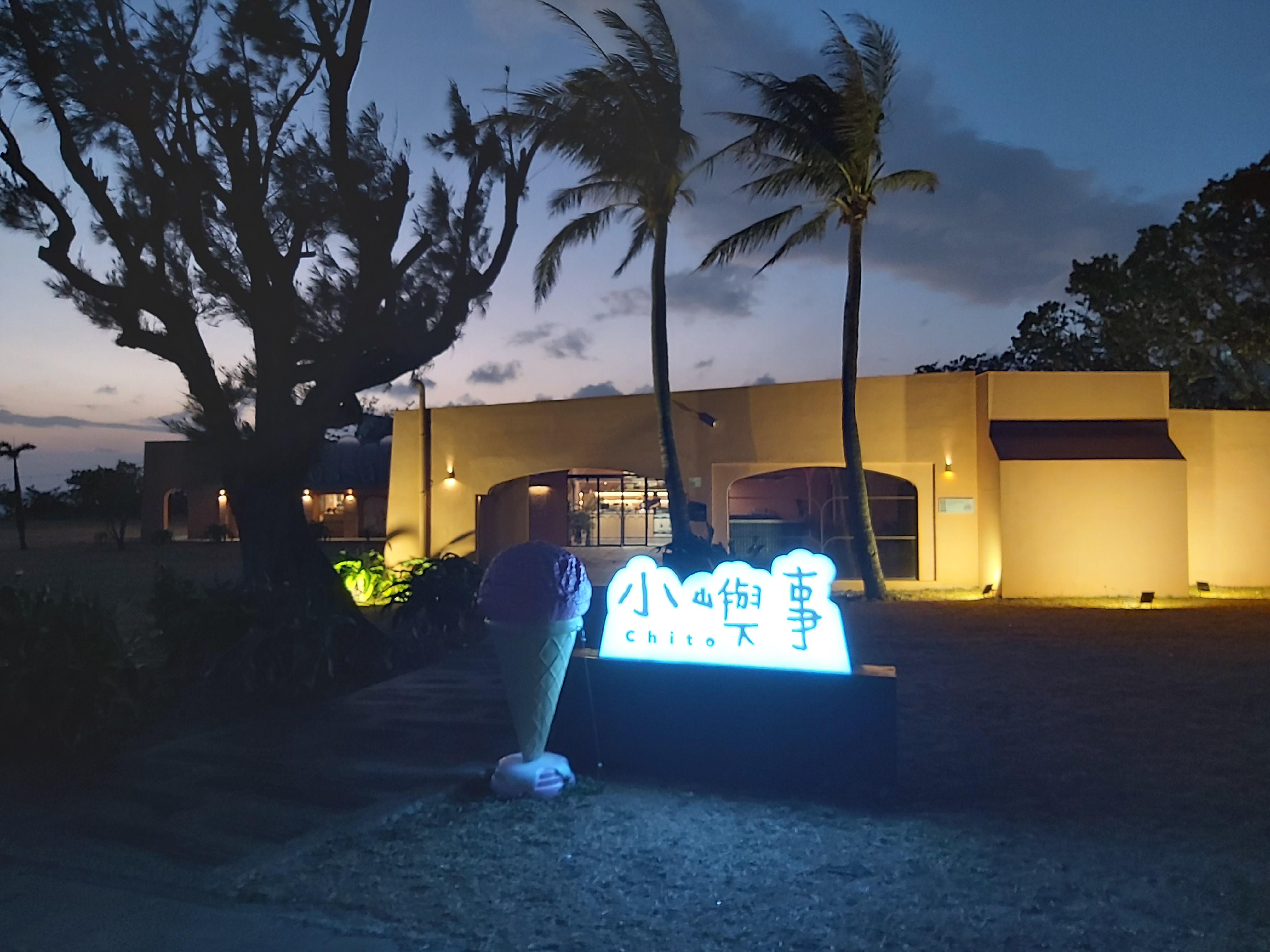
諾薩餐酒館

墾丁路在墾丁附近的商店街，俗稱「墾丁大街」，夜間有夜市，為世界罕見設於國家公園內的商圈與夜市，加上大街的飯店、旅館、街頭小食、沙灘旁的水上機車，以及核能發電廠，所造成的光害、污染、水溫上升，影響國家公園的生態維護。因此從生態保育的觀點來看，墾丁大街的存在並不利於國家公園的生態保育。唯這些不利的因素，均早於國家公園的設立，故目前只能以控管的方式來防止惡化。
墾丁國家公園成立之初，墾丁路上商家僅止於販售名產的夜市規模；關鍵在1986年哈雷彗星接近地球，經媒體報導墾丁為台灣最佳觀賞地點，頓時擁入大量遊客。從此觀光客與日遽增，帶動週邊商業繁榮。

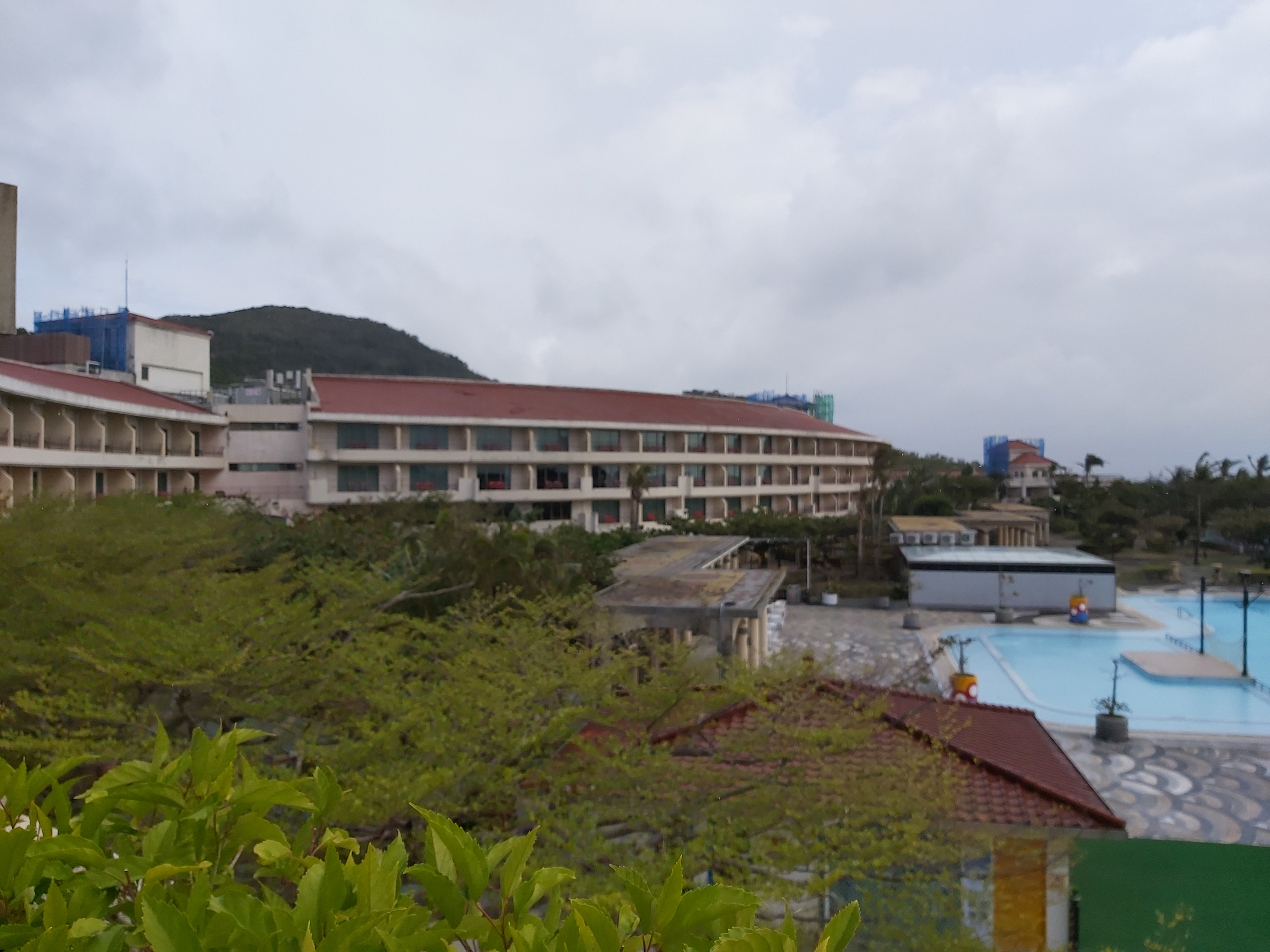
墾丁福華渡假飯店

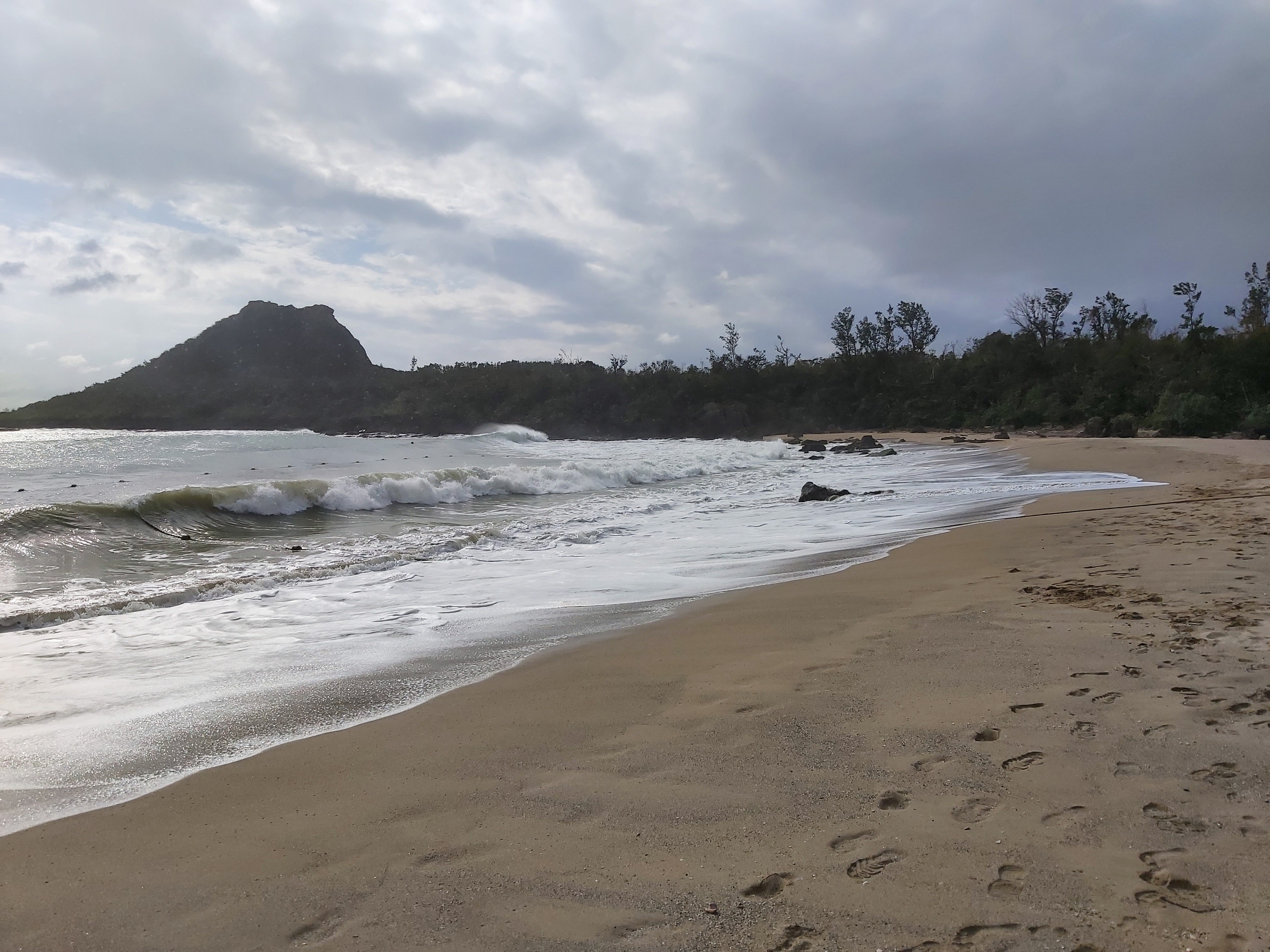
墾丁小灣沙灘

墾丁大街範圍大約在墾丁大灣（墾丁夏都沙灘酒店）至墾丁小灣沙灘之間。沿路有許多夜間營業的酒吧、舞場、小吃攤如炸物、珍珠奶茶等，從白天到深夜，街上充滿許多身著海灘褲、比基尼泳衣，一身輕鬆打扮的泳客與國內外遊客，街上的霓虹燈將街景妝點得十分熱鬧，頗有南洋度假勝地的風情。晚上夜店裡除了供應餐點以外，也有鋼管舞等火熱表演。鋼管舞女郎身著比基尼泳衣在客人身上磨蹭的行為，曾被媒體點名有害風化，不過並未被禁止。墾丁街有近30多家的個性紀念商品店，有許多的飾品及紀念品的店家及小攤位，商品均具有當地特色。墾丁大街也是墾丁當地飯店、旅館最密集的地方，如墾丁夏都沙灘酒店、墾丁凱撒大飯店與救國團墾丁青年活動中心等，都是著名的住宿地點。

### 墾丁風鈴季
因墾丁秋冬之際落山風強勁，為平衡旅遊淡旺季之人潮，屏東縣政府於冬季開辦本活動，懸掛各式風鈴於主要景點。2006年最後一屆風鈴季結束後，不再舉辦。總計自2004－2006共三屆。

### 春天吶喊
春天吶喊自西元1995年開辦，由兩位外籍人士Jimi（吉米）和Wade（偉德）首創舉辦的一個戶外大型音樂藝術祭，一向以門票收入為主要活動營運來源，也是台灣最早、歷史最悠久的音樂祭；於每年春假期間（4月5日前後）舉行，吸引了大量的人潮。原意是參考1970年代美國Woodstock演唱之精神，提供創作音樂團體或個人發揮的舞台並帶動年輕族群愛、和平、自由...等精神。耕耘十幾年下來，為墾丁地區帶來了龐大的觀光商機，也帶動了當地繁榮的地方發展。也因為活動太過知名，為了以正視聽，2007年時，台灣內政部營建署也已正式發佈消息，以往在四月春假期間被誤稱為「春天吶喊」等所有戶外音樂活動，正式核定的名稱為「墾丁國家公園春天音樂季戶外音樂活動」。
地點從1995年的夢幻墾丁，到後來的墾丁大街海邊、六福山莊等，2007年則正式進駐鵝鑾鼻燈塔公園內開辦，正宗的春天吶喊音樂祭只有一個，並以標榜原創音樂及健康純正的休閒娛樂為主，所有的表演也都一向維持在午夜十二點前即全部結束。

### 墾丁音樂季-戶外音樂活動
近年由於商業行為的介入，周圍許多電音派對也隨之興起，甚至標榜女士著比基尼泳裝者免費入場。此外，警方常於附近電音派對的會場中查獲多項毒品、禁藥和性愛趴，治安問題成為墾丁當地的隱憂。不過隨著2007年內政部營建署和墾丁國家公園管理處對於當地所有的相關活動正式核定墾丁音樂季—戶外音樂活動，每年3-4月,屏東縣政府也正積極地為當地居民和愛樂的朝聖民眾努力中，情況已有改善。

## 交通概況

### 道路
- 墾丁地區長久以來仰賴台26線公路出入，每逢假日由於路邊多是違法設立的攤販加上眾多的車潮，導致交通問題日趨嚴重。
- 包車遊覽
- 電動車，單車
- 屏專2線可自墾丁大街通往墾丁國家森林遊樂區，並銜接原鄉道屏165線通往社頂自然公園，最後接回台26線船帆石。

### 航空
- 恆春機場位於恆春鎮五里亭，距墾丁國家公園僅十數分鐘車程。但時常因落山風關閉，或改降高雄國際機場，現今只作為松山—恆春航線降落用途。
- 除定期旅客航線外，恆春航空站自2006年6月起亦有民間公司開行直升機觀光路線，遊程約十餘分鐘。目前因飛行路線對於留鳥、候鳥之棲息生態環境有影響之虞，已停飛。

### 鐵路
- 臺鐵屏東線、南迴線為通往恆春半島地區主要門戶。主要車站：枋寮車站、枋山車站。
- 長期以來，皆有於恆春半島興建鐵道之規劃。2002年提出恆春線鐵路案，讓旅客搭乘高鐵至左營站後，站內轉乘台鐵新左營車站，經恆春線鐵路抵達恆春，再利用其他輸運系統至墾丁。2017年通過《恆春觀光鐵路可行性研究》，預計在綜合規劃（含環境影響評估）核定後約6.5年完工[23]。

### 公路客運
- 墾丁街車：由屏東客運負責經營，往返區域內各風景點，以恆春為發車總站。
- 公路客運：往來高雄與墾丁間的客運班車，是由國光客運、高雄客運、屏東客運三家客運業者聯合經營，路線分為行經一般道路及88快速道路兩種。近來更新增行駛到高鐵左營站之班次。亦是首批安裝多卡通讀卡器之公路客運，自2011年1月1日起，接受以悠遊卡或台灣通付款乘搭。

## 國家公園的隱憂

### 不當開發

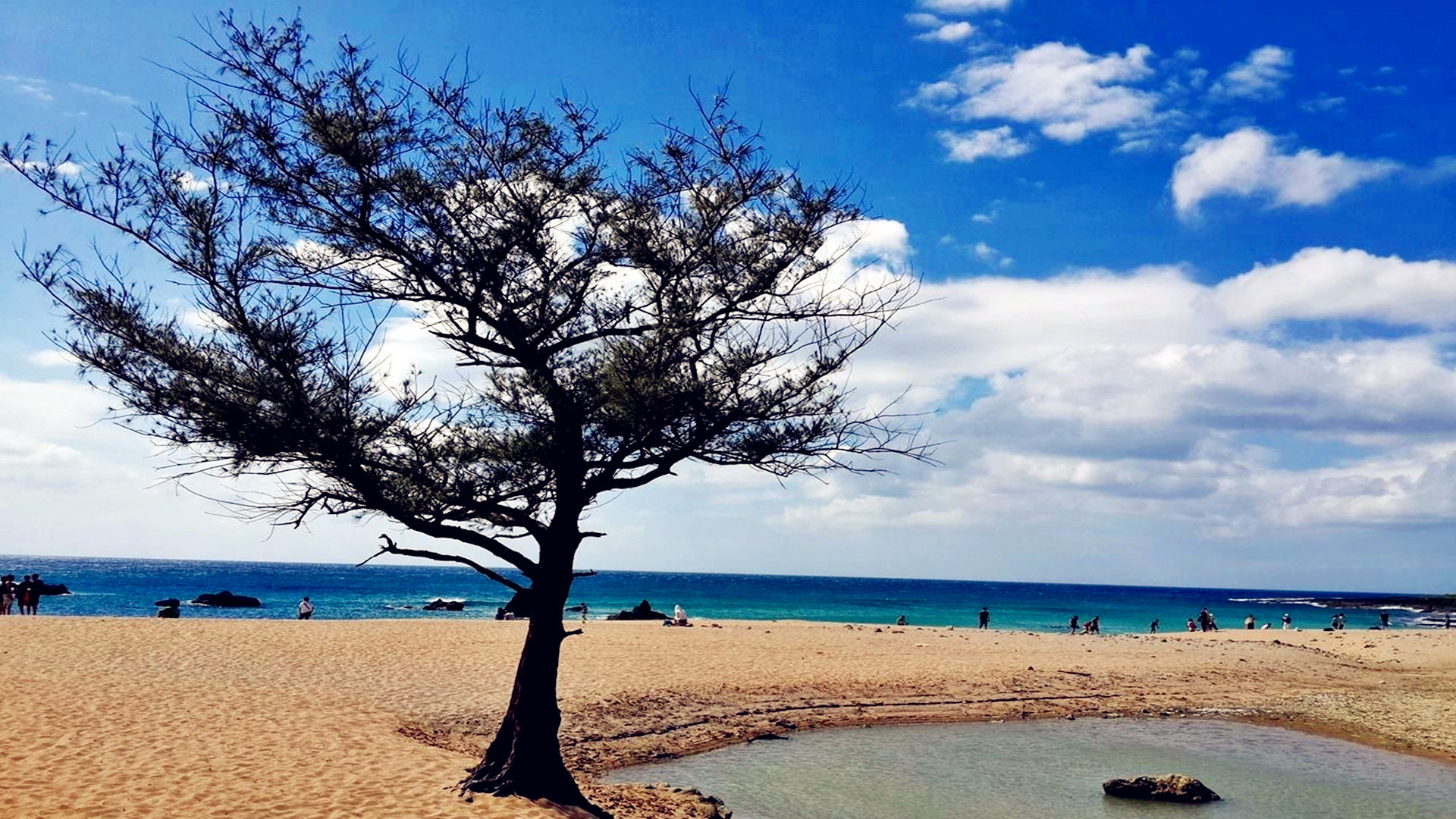
墾丁國家公園

以往西南季風起，捲起陣陣柔細狂沙，吹往陸地，到了雨季來臨這些沙粒又會隨著雨水順流回歸海岸。這個千年來如此反覆、讓遊客謂為自然奇觀的墾丁風吹沙，如今因為政府修築了一條馬路並在馬路後方種植一大片的木麻黃防風林，此項不當的道路阻隔與防風林設計，使得墾丁的風吹沙成為絕響。為了築路讓民眾觀賞佳樂水海岸，滿州鄉公所破壞海岸蜂窩岩，舖上一條寬達5公尺、長達數公里的水泥路，以方便遊客開車進入觀賞。公路設置也使得蟹類得要過馬路才能進行繁衍，造成許多螃蟹横死公路上，生態環境大受影響，部分物種與數量快速下降。不斷加設的路燈與光害，也讓墾丁星空逐漸黯淡。

### 生態壓力
恆春地區早年即有許多居民，但國家公園成立之後，為了吸引更多遊客，仍不斷允許旅遊業者開發；而過度開發帶來大量汙染的水質使得墾丁珊瑚不斷死亡；一些遊客任意撿拾貝殼，使墾丁的貝殼逐漸消失。當年因為有意經營製紙業務而由台塑自中南美洲引進的銀合歡，由於繁殖力強，現已危及墾丁原生熱帶植物的生存。公園內設有夜市（墾丁大街），園內的飯店、旅館密度很高，水上摩托車也屢見不鮮。污水處理廠虽已建好，但未能物尽其用；台電所亦在园内建造了南部展示館。凡此种种，给公园的生态环境带来了很大的压力。

### 核三廠

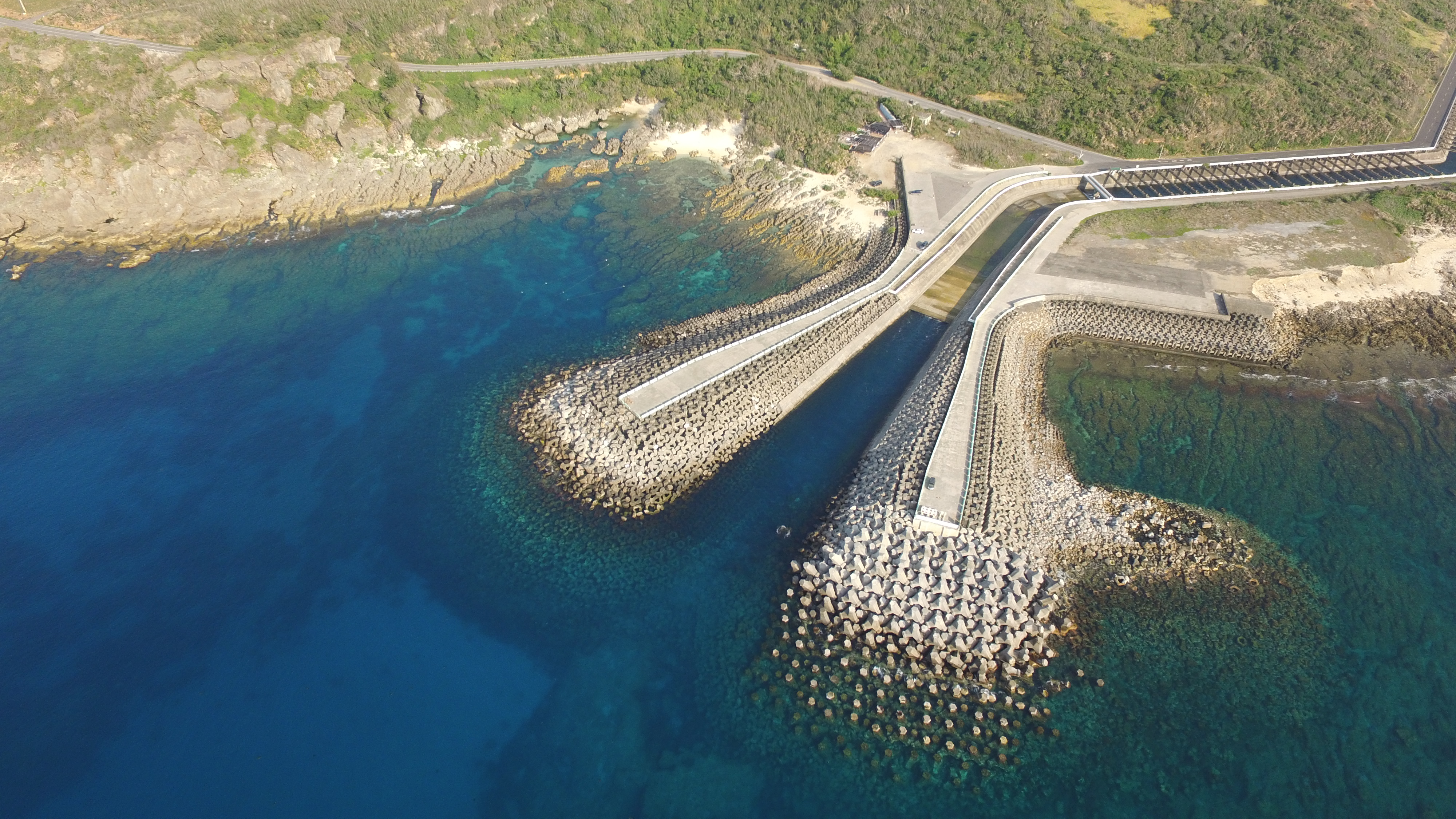
核三廠出水口

第三核能發電廠於國家公園內排放冷卻用熱水，被認為與出水口附近珊瑚白化死亡的現象相關。目前已設置「墾丁近海水質連續監測系統」持續監測。

### 公害意外
2001年希臘籍貨輪「阿瑪斯號」（AMORGOS）在墾丁外海的觸礁事件，導致原油污染整個龍坑海岸，將生態摧毀大半，預估要百年後方能悉數復原。

### 消費糾紛
近年(2010年代)，當地商家因有多件的不合理商業行為造成遊客減少的趨勢，也出現「墾丁化」一詞用來代表不合理的商業行為。這也讓部分台灣新聞媒體開始探討墾丁觀光的興起，並提到一開始墾丁成為觀光亮點在1986年哈雷彗星到訪地球時，墾丁大街正好在觀測帶上而開始。

## 姊妹公園
- 中华人民共和国湖南張家界國家森林公園[29]

## 外部連結
- 墾丁國家公園 （页面存档备份，存于）
- 墾丁國家公園管理處的Facebook專頁